# Erysimum semperflorens
Erysimum semperflorens är en korsblommig växtart som först beskrevs av Peder Kofod Anker Schousboe, och fick sitt nu gällande namn av Richard von Wettstein. Erysimum semperflorens ingår i släktet kårlar, och familjen korsblommiga växter. Inga underarter finns listade i Catalogue of Life.